# The Reaping
The Reaping is een Amerikaanse religieuze thriller-horrorfilm uit 2007 onder regie van Stephen Hopkins. Hierin staat de vraag centraal of de Plagen van Egypte zich aan het herhalen zijn.

## Verhaal
Katherine (Hilary Swank) is een universiteitsprofessor die is gespecialiseerd in het onderzoeken en wetenschappelijk verklaren van vermeend onverklaarbare religieuze claims. Zij was vroeger een missionaris. Tijdens een missie in Afrika vermoordden de lokale mensen haar man en dochtertje, omdat zij die de schuld gaven van het onheil dat hen overkwam. Daarop verloor Katherine alle geloof en wijdde ze zich volledig aan de wetenschap.
Ze heeft er 48 onderzoeken opzitten waarin ze 48 keer een wetenschappelijke verklaring achterhaalde, wanneer Doug (David Morrissey) op de universiteit verschijnt. Hij verzoekt haar mee te komen naar Haven in Louisiana. De rivier is daar van het een op het andere moment rood geworden ('van bloed'). De inwoners van Haven willen nu het kleine meisje Loren McConnell (AnnaSophia Robb) lynchen, omdat ze haar zien als de bron van het geschiede én nog te volgen kwaad. Ze vermoeden dat het meisje en haar familie duivelsaanbidders zijn. Katherine reist samen met haar assistent Ben (Idris Elba) naar het zwaargelovige plaatsje en is er getuige van de ene na de andere gebeurtenis die lijkt te duiden op een herhaling van de tien Bijbelse plagen.

## Rolverdeling
| Acteur            | Personage           |
| ----------------- | ------------------- |
| Hilary Swank      | Katherine Winter    |
| AnnaSophia Robb   | Loren McConnell     |
| David Morrissey   | Doug                |
| Idris Elba        | Ben                 |
| Stephen Rea       | Eerwaarde Costigan  |
| William Ragsdale  | Sheriff Cade        |
| John McConnell    | Burgemeester Brooks |
| David Jensen      | Jim Wakeman         |
| Yvonne Landry     | Brynn Wakeman       |
| Andrea Frankle    | Maddie McConnell    |
| Burgess Jenkins   | David Winter        |
| Sabrina A. Junius | Sarah Winter        |